# Blue Lagoon (cocktail)
Il Blue Lagoon è un cocktail alcolico francese. Ha fatto parte della lista dei cocktail riconosciuti ufficialmente dall'IBA dal 1987 al 1993.

## Storia
Nonostante un'ipotesi in passato accreditata affermava che il cocktail prendesse il nome dal film del 1980 Blue Lagoon, altre fonti riportano che fu inventato all'inizio degli anni settanta a Parigi da Andrew "Andy" MacElhone, figlio di Harry MacElhone al'Harry's New York Bar.

## Ricetta
Codificato dall'IBA nel 1987 con proporzioni 1/10 Blue Curaçao 3/10 Succo di limone e 6/10 Vodka, il Blue Lagoon ha una gradazione alcolica di circa 14° per 130 calorie su 100 ml di prodotto.

### Ingredienti
- 6 cl di Vodka
- 3 cl di succo di limone o limetta
- 1 cl di Blue curaçao[4]

### Preparazione
Posizionare in congelatore i calici Martini Versare gli ingredienti (senza un particolare ordine) in uno shaker con qualche cubetto di ghiaccio ed agitare energicamente. Trasferire il contenuto in dei calici Martini e guarnire il tutto con una fetta di limone o arancia, oppure con ciliegie e scorza di limone. Se si raddoppiano le dosi, versare in un bicchiere Hurricane.